# Virus Epstein-Barr
Virusul Epstein-Barr (virus EB, EBV, Herpesvirusul uman 4) este un herpesvirus din genul Lymphocryptovirus (subfamilia Gammaherpesvirinae, familia Herpesviridae) care provoacă mononucleoza infecțioasă; se asociază cu limfomul Burkitt și carcinomul nazofaringian.
A fost numit după Michael Anthony Epstein, medic englez (n. 1921) și Yvonne Barr, virolog englez (n. 1932).

## Descriere
Virusul Epstein-Barr (EBV, cunoscut, de asemenea, sub numele de umane herpesvirus 4 sau boala sărutului), este un membru al familiei de virus herpes. Este una dintre cele mai comune virusuri umane. EBV este găsit peste tot în lume. Cei mai mulți oameni au luat infecția cu EBV, la un moment dat în viața lor. EBV se răspândește, cel mai frecvent, prin fluide corporale, în primul rând prin salivă. EBV poate provoca o inflamație glandulară, de asemenea, numită mononucleoză, și alte boli foarte grave. 
Virusul a fost descoperit în anul 1964, când Sir Michael Anthony Epstein și Yvonne Mr. Barr l-au găsit într-o linie de celule de limfom Burkitt. În 1968, virusul a fost legat de boala glandulară. Infectia cu virusul Epstein-Barr (EBV) este foarte comună și apare de obicei în copilărie sau la tinerețe. De fapt, cei mai mulți oameni în Statele Unite au fost infectați cu EBV. EBV este cauzată de inflamarea ganglionilor limfatici (de asemenea, numită "mononucleoză"), o boală asociată cu febră, durere în gât, umflarea ganglionilor limfatici la gât, axile, zona inghinală și, uneori, se observă o splina mărită. Mai puțin frecvent, EBV poate provoca o boală mai gravă. Simptomele cauzate de EBV sunt de obicei ușoare și auto-limitate, dar virusul persistă în organism pentru toată viața. Se poate reactiva în liniște, fără a provoca simptome și poate contamina saliva. Astfel, persoanele sănătoase pot răspândi virusul la oameni neinfectați prin sărut, sau prin schimbul de tacâmuri sau alimente. Prin urmare, mononucleoza este uneori cunoscută ca "boala sarutului". EBV, probabil, are un rol în dezvoltarea unor tipuri de cancer, inclusiv anumite limfoame și cancer nazo-faringian.
EBV este un virus contagios, care se răspândește de la persoană la persoană și apare în întreaga lume. Virusul contine ADN dublu catenar și se multiplică în limfocite umane (limfocitele sunt un tip de celule albe din sânge) și alte celule, cum ar fi cele ale mucoasei gurii, limbii, și nasului. Sistemul imunitar uman, de obicei, conține virusul și, în mod eficient, reduce, dar nu elimină virușii. Câțiva viruși persistă într-o linie de limfocite, pentru tot restul vieții unei persoane. Acest lucru este cunoscut sub numele de "latență" infecție. Ocazional, virusul poate multiplica (reactivare), dar acest lucru nu cauzează simptome, excepție făcând cazul în care sistemul imunitar al unei persoane nu lucrează în mod corect, fiind un sistem imunitar slăbit.
Odată ce virusul este dobândit, este nevoie de aproximativ patru-șase săptămâni pentru ca simptomele să apară. Copiii, de obicei, au simptome nespecifice sau sunt asimptomatice. Rareori, copiii mici pot avea erupții cutanate, sau simptome de pneumonie.Mulți dintre adolescenții și tineri adulți dezvoltă simptome de mononucleoză. Interesant, mononucleoza este 
mai frecventă în rândul albilor, decât în rândul populațiilor de afro-americani. Mononucleoza acută provoacă dureri în gât, febră și inflamarea ganglionilor limfatici. Durerea în gât este foarte dureroasă și este, de obicei, motiv pentru persoanele infectate să solicite asistență medicală. Amigdalele poate deveni foarte umflate. Pierderea poftei de mâncare, oboseală, frisoane, dureri de cap, balonare, și transpirații sunt simptome comune. Deși simptomele se estompează în câteva zile sau săptămâni, unii pacienți se plâng de oboseală, care durează multe săptămâni de la infectare. Virusul este combătut, în cele din urmă, de sistemul imunitar și pacientul se recuperează.Aproximativ 5% din oameni au o erupție din cauza infecției. Cu toate acestea, o erupție cutanată se dezvoltă la oamenii cu mononucleoză, care se tratează cu Ampicilina sau Amoxicilina. Această reacție comună nu înseamnă neapărat că pacientul este alergic la penicilină sau e legată de antibiotice. Splina devine mărită aproape la jumătate dintre oamenii care dezvoltă mononucleoză. Splina este întotdeauna plină cu sânge, și dacă aceasta se rupe, poate determina un pacient să sângereze până la moarte. Trauma la cap, traumatisme la abdomen, chiar ușoare traume, poate duce la ruptura splenică. Splina se poate rupe, de asemenea, spontan. Mai puțin de 1% dintre persoanele infectate cu mononucleoză, au complicatii neurologice. Acestea includ inflamarea creierului (encefalită), a mucoasei creierului (meningită), sau a nervilor individuali. Mai puțin frecvent, pot apărea infecții ale măduvei spinării. Aproximativ 85% dintre pacienții cu complicații neurologice se recuperează complet. Rareori, alte organe pot fi implicate, inclusiv plamanii sau inima. Rareori, băieții pot dezvolta o copleșitoare infecție cu EBV, cunoscută ca sindromul limfoproliferative X-legate. În sindromul limfoproliferative X-legate, numarul de limfocite în organism crește substanțial. Limfocitele se infiltrează în organele majore, cauzând adesea boli hepatice grave sau deces. Limfoproliferative sindrom este, probabil, rezultat datorită unui defect genetic, care face dificil pentru sistemul imunitar să combată virusul. Pacienții care au avut transplanturi de organe sau transplanturi de măduvă osoasă, de asemenea, sunt supuși la un risc crescut de a dezvolta sindrom limfoproliferative.
Sindromul limfoproliferative, EBV este asociat cu unele tipuri de cancer. Un astfel de cancer este limfomul creierului. Limfomul creierului este cel mai frecvent la persoanele cu SIDA în fază avansată, dar apare, de asemenea, în alte stadii de imunodepresie. De asemenea, sunt asociate cu EBV nazo-faringian canceros, lymphomul lui Burkitt, și unele tipuri de limfom Hodgkin. Mecanismul exact prin care EBV ajută la transformarea limfocitelor normale în celule canceroase nu este pe deplin înțeles. EBV este asociat cu o afecțiune numită leucoplazie orală. Aceasta este o placă albă pe limbă, care nu pot fi eliminată prin răzuire blândă. Este cea mai frecventă la persoanele cu SIDA sau alte stadii de boli imunosupresoare. Mononucleoza cauzează oboseală, care uneori poate dura săptămâni sau chiar mai mult. Prin urmare, infecția cronică cu EBV (CEBV) a fost investigată ca un motiv al sindromului oboselii cronice (CFS). Studiile de până în prezent, nu au fost capabile să găsescă o cauzalitate între EBV și CFS. CFS, este o lipsa cronica de energie, adesea asociată cu dificultăți de concentrare sau de durere generalizată. CFS este mai frecventă la femei decât bărbați și apare aproape de maturitate. Testele de sânge sunt, de obicei, normale. Nu există nici un test de diagnostic specific pentru CFS și cauza rămâne necunoscută. 
Diagnosticul de mononucleoză începe cu o detaliere de istoric si examenul fizic. Medicul va urmări dacă pacientul are febră, un gât inflamat, ganglionii limfatici inflamați, și o splină mărită. Puncte roșii (peteșii) pot fi văzute pe cerul gurii. Până la jumătate din persoanele infectate pot avea o splină mărită, si 10% vor avea o mărire a ficatului. Oamenilor suspectați de mononucleoză, li se va lua o probă de sânge. Dacă la fața locului mono este pozitiv, diagnosticul este confirmat. 
Există și alți viruși și agenți patogeni care pot provoca o boală care este similară cu mononucleoza (de exemplu, citomegalovirus, adenovirus, si Toxoplasma), astfel încât se vor efectua teste suplimentare de sânge, pentru a testa existența altor agenți patogeni. 

## Tratament
Nu există niciun medicament specific pentru a trata mononucleoza. Unii medici folosesc corticosteroizi pentru a trata umflarea gâtului sau o splină mărită, dar steroizii nu sunt necesari în majoritatea cazurilor. Medicamentele antivirale pot ajuta ajuta în leucoplazie, inclusiv Aciclovir și Ganciclovir, iar oamenii cu mononucleoza acută, de obicei, se recuperează  complet. Excepții sunt oamenii cu o splină mărită, care ar trebui să urmeze tratamentul până când splina își revine la parametri normali. 

## Prevenție
Oamenii dobândesc ușor EBV, este evident; e foarte dificil, însă, să se prevină infecția. Există recomandarea ca persoana cu mononucleoză să nu doneze sânge, până la cel puțin șase luni după recuperare. Persoanelor care au avut hepatită cauzată de EBV, de obicei, nu le va fi permis să doneze sânge. Toate persoanele care sunt infectate cu EBV, se recuperează complet în, aproximativ, de la una la trei luni. Modificările neurologice, de obicei, se rezolvă complet, deși unii adulți poate rămâne cu unele deficite. Deși cele mai multe infecții pot deveni latente, ele rămân asimptomatice. 
Sunt în curs de desfășurare eforturile pentru dezvoltarea unui vaccin împotriva EBV, dar aceste eforturi nu au avut succes până în prezent. De asemenea, de lucrează la dezvoltarea de noi medicamente pentru a trata mononucleoza si EBV.